# Espace Art Contemporain - La Rochelle
L’Espace Art Contemporain, créé en 1999 par la Ville de La Rochelle est un lieu de création, d’exposition, de recherche et d’expérimentation de l’art contemporain.

## Historique
Situé depuis 2003 dans un espace de 250 m2 à l'architecture originale, un ancien palais épiscopal du XVIIIe siècle. La Ville de La Rochelle a développé un important programme d’expositions, de place de résidences, d'aide à la production d’œuvres et à l’édition. 
Ce lieu propose 5 à 6 expositions monographiques ou collectives chaque année et un programme d’actions de médiation autour de ces événements : rencontres tous publics avec les artistes, ateliers d’expérimentations plastiques, qui permettent de découvrir, de comprendre, de partager et de parcourir le cheminement singulier de chaque plasticien.
L’ « Atelier » de l’Espace Art Contemporain, créé en 2002, propose un ensemble d'activités de sensibilisation à l’art d’aujourd’hui en direction de tous les publics (scolaires, étudiants, enseignants, et particuliers, adultes et enfants, structures diverses), pour découvrir la diversité des pratiques artistiques contemporaines.
Les participants sont invités à construire, imaginer, créer et  développer leur sens critique,  via des rencontres privilégiées autour des œuvres, des visites accompagnées et des expérimentations plastiques. 